# Survival of the Fittest Live
Survival of the Fittest Live es un álbum en vivo de la banda estadounidense de hard rock The Amboy Dukes, publicado en 1971 por Polydor Records. Contiene una presentación en vivo de la banda grabada entre los días 31 de julio y 1 de agosto de 1970 en el Teatro Eastown en Detroit, Míchigan.

## Lista de canciones
Todas escritas por Ted Nugent excepto donde se indique.
1. "Survival of the Fittest" (Ted Nugent, Rob Ruzga, Andy Solomon, K. J. Knight) – 6:17
2. "Rattle My Snake" – 3:00
3. "Mr. Jones' Hanging Party" – 4:55
4. "Papa's Will" – 9:00
5. "Slidin' On" – 3:03
6. "Prodigal Man" – 21:20

## Créditos
- Andy Solomon – teclados, saxo, voz
- K. J. Knight – batería, voz
- Rob Ruzga – bajo
- Ted Nugent – guitarra, voz